# Carl Böhm (Kirchenmusiker)
Carl Böhm (* 23. April 1877 in Altdorf; † 15. April 1928 in Nürnberg) war ein deutscher Kirchenmusiker.

## Leben
Carl Böhm wurde 1906 Lehrer in Nürnberg. Sieben Jahre später, 1913, wurde er an der dortigen St.-Leonhard-Kirche sowohl Organist als auch Chordirektor. Dozent am Predigerseminar Nürnberg wurde er 1922 und schon im Folgejahr Organist an der St.-Sebald-Kirche. Drei Jahre zuvor hatte Böhm die Zeitschrift Kirchenmusikalische Blätter gegründet; 1923 dann wurde sie mit der Zeitschrift Siona zusammengelegt und erschien von da an unter dem Titel Zeitschrift für evangelische Kirchenmusik. Weitere zehn Jahre danach, 1933, vereinigte man die Zeitschrift mit Musik und Kirche; Böhm jedoch war schon am 15. April 1928 in Nürnberg verstorben.